# 国道407号

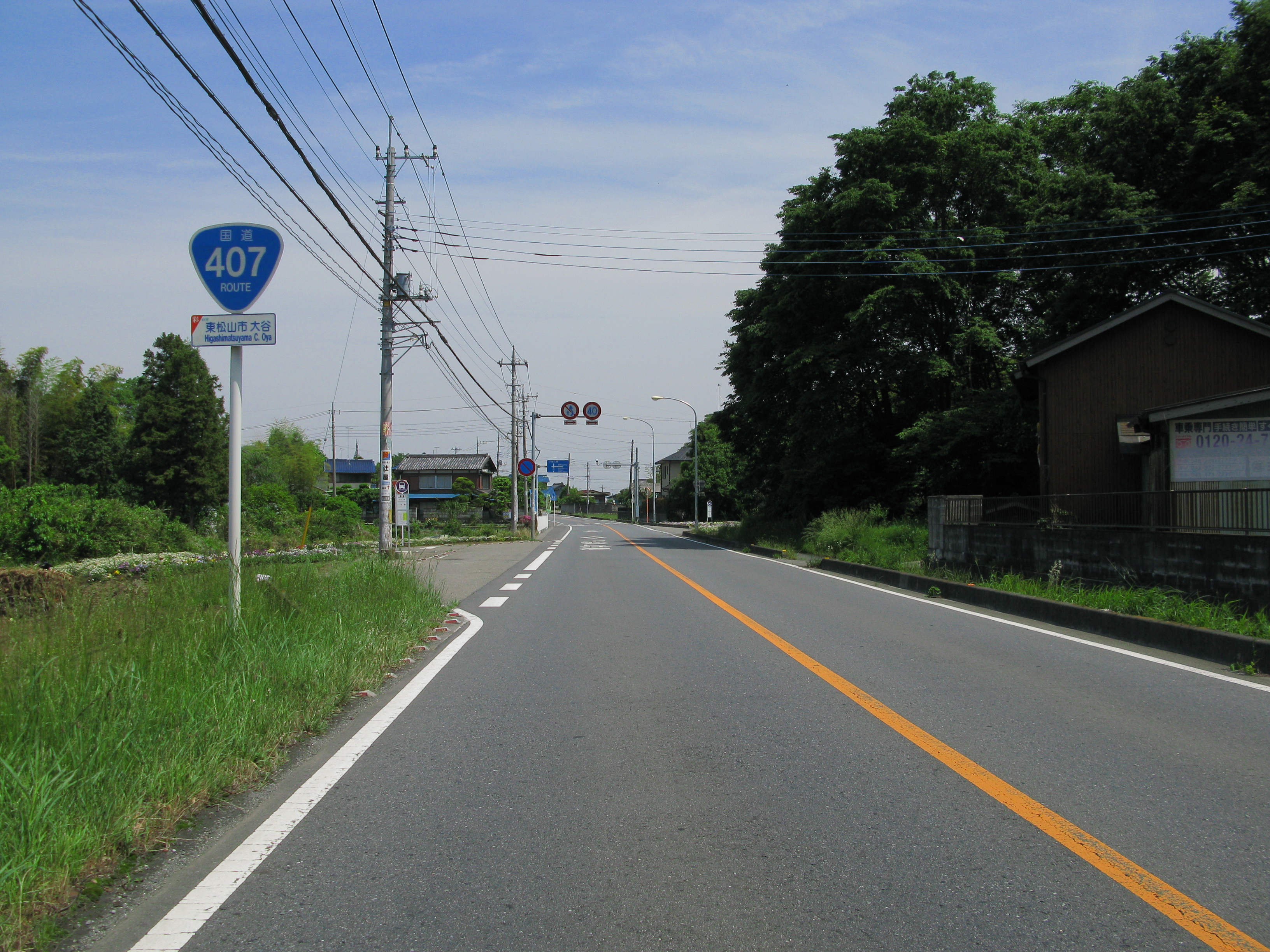
埼玉県東松山市大谷付近

国道407号（こくどう407ごう）は、栃木県足利市から埼玉県入間市に至る一般国道である。

## 概要
埼玉県のほぼ中央部を南北に縦貫し、関東平野の西端を走っている事もあり、国道129号や国道16号と組み合わせ、神奈川県西部や多摩地域から埼玉県西部、群馬県方面に向かうルートとして利用されている。かつては混雑の激しい路線であったが、バイパス整備や並行する首都圏中央連絡自動車道の整備も進んでいる。地域によっては八王子街道、日光街道などとも呼ばれている。また、起点である栃木県足利市から群馬県境までは約200 m程度しかないため、栃木県内の国道としては距離が一番短い。

### 路線データ
一般国道の路線を指定する政令に基づく起終点および重要な経過地は次のとおり。
- 起点：足利市（国道50号交点）
- 終点：入間市（国道16号交点、国道299号・国道463号終点）
- 重要な経過地：太田市、熊谷市、東松山市、坂戸市、鶴ケ島市、日高市、狭山市（根岸）
- 総延長 : 61.1 km（栃木県 0.1 km、群馬県 10.8 km、埼玉県 50.2 km）重用延長を含む。[2][注釈 2]
- 重用延長 : 3.6 km（栃木県 - km、群馬県 0.1 km、埼玉県 3.5 km）[2][注釈 2]
- 未供用延長 : なし[2][注釈 2]
- 実延長 : 57.5 km（栃木県 0.1 km、群馬県 10.7 km、埼玉県 46.7 km）[2][注釈 2]
  - 現道 : 55.3 km（栃木県 0.1 km、群馬県 10.7 km、埼玉県 44.5 km）[2][注釈 2]
  - 旧道 : なし[2][注釈 2]
  - 新道 : 2.3 km（栃木県 - km、群馬県 - km、埼玉県 2.3 km）[2][注釈 2]
- 指定区間：国道17号と重複する区間（埼玉県熊谷市・熊谷警察署前交差点 - 本石二丁目交差点）[3]

## 歴史
1981年（昭和56年）4月30日に公布された「昭和56年政令第153号」により1982年（昭和57年）4月1日付で栃木県道・群馬県道5号足利太田線、埼玉県道3号・群馬県道7号熊谷太田線（当時）、埼玉県道19号熊谷入間線（当時）の3本の県道を統合して制定された路線である。ただし、それぞれの県道は直結しておらず、足利太田線と太田熊谷線を結ぶ太田市東本町交差点 - 追分交差点間は国道122号、太田熊谷線と熊谷入間線を結ぶ熊谷市熊谷警察署前交差点 - 本石二丁目交差点間は国道17号にそれぞれ重複するかたちで継ぎ接ぎ状態で制定された。足利太田線および太田熊谷線は各旧道区間において現在でも存続しているが、熊谷入間線のみ完全消滅した。
それぞれの歴史的経緯が異なるほか、また熊谷入間線だけの区間に関しても東松山市を境に古来の経緯は異なる。北側では古くから中山道の近道的な存在という位置づけであり、熊谷から川越街道経由で江戸に向かう道を成していた。そのため東松山バイパスは熊谷方面は国道254号の川越方面へ乗り入れるような構造になっており、かつては国道指定も国道254号川越方面への合流部から鋭角に方向転換して、入間方面へリルートする指定となっており、入間方面に向かうためには国道407号沿いに進行するより、途中で後から建設された埼玉県道27号東松山鴻巣線バイパスを経由する方が近くなっていた。この県道バイパスが東松山バイパスの入間方面に直結していたが、現在は県道バイパスと東松山バイパスがそれぞれ入れ替わり、指定上は熊谷方面と入間方面が迂回なく接続されるようになった。
現在では、関越自動車道東松山ICから北に伸びる熊谷東松山道路が並行している。
一方、東松山市より南側では、江戸時代には五街道に準ずる往還として宿駅整備された八王子から日光へ向かう日光脇往還の一部を形成しており、埼玉県鶴ヶ島市や日高市には杉並木が残る。明治以降には国の2等道路に指定され、八王子街道と呼ばれるようになった。
群馬県太田市の東本町十字路から太田市役所前交差点の区間は、かつて地上を走っていた東武鉄道伊勢崎線を越える跨線橋であった。伊勢崎線の高架化事業に伴い、2004年（平成16年）5月12日から11月26日までの間、通行止めにして跨線橋を取り壊し、伊勢崎線高架切り替えをもって、11月26日6時より暫定2車線の平面道路として開通、2005年（平成17年）に4車線となった。
2007年（平成19年）3月25日、東松山市内を縦貫する東松山バイパスが全線開通した。旧道は国道指定が解除され、2009年（平成21年）夏頃に東松山市東平交差点から上野本交差点（国道254号）までが埼玉県道66号行田東松山線となり、それ以南は市道となった。
2010年（平成22年）3月28日には日高市高萩付近を迂回する日高バイパスが4車線で開通し、それまでの渋滞箇所の緩和がなされた。また2021年（令和3年）9月12日には鶴ヶ島市と日高市の日光街道杉並木区間を迂回する鶴ヶ島日高バイパス第2工区が同じく4車線で開通した。しかし、日高バイパス終点である日高市「高萩南交差点」から国道16号交点である入間市「河原町交差点」（国道299号重複区間を含む）までの約6 kmの区間はバイパスの事業化がされておらず2車線のまま残っている。

### 年表
- 1982年（昭和57年）4月1日 - 一般国道407号指定。
- 2022年（令和4年）4月1日 - 新宿小学校（南）交差点 - 柏崎交差点が埼玉県道27号、新宿小学校（南）交差点 - 下野本交差点が国道407号となった[4][5]。

## 路線状況
埼玉県内でも特に渋滞が激しい道路であったが、現在ではバイパス工事が進み、鶴ヶ島市以南では並行する首都圏中央連絡自動車道（圏央道）も開通している。圏央道へは、圏央鶴ヶ島IC、狭山日高ICからの乗り入れが可能である。

### バイパス
- 妻沼バイパス（熊谷市）
- 東松山バイパス（東松山市）
- 坂戸バイパス（坂戸市、鶴ヶ島市）
- 鶴ヶ島日高バイパス（鶴ヶ島市、日高市）
- 日高バイパス（日高市）

### 重複区間
- 国道17号（埼玉県熊谷市・熊谷警察署交差点 - 熊谷市・本石二丁目交差点）
- 国道299号（埼玉県狭山市・根岸交差点 - 入間市・河原町交差点）

### 道路施設

#### 橋梁
- 刀水橋（利根川、群馬県太田市 - 埼玉県熊谷市）
- 荒川大橋（荒川、埼玉県熊谷市）
- 新東松山橋（都幾川、埼玉県東松山市）
- 高坂橋（越辺川、埼玉県坂戸市 - 東松山市）
- 豊水橋（入間川、埼玉県入間市 - 狭山市）

#### 道の駅
- 埼玉県
  - めぬま（熊谷市）

## 地理

### 通過する自治体
- 栃木県
  - 足利市
- 群馬県
  - 太田市
- 埼玉県
  - 熊谷市 - 東松山市 - 坂戸市 - 鶴ヶ島市 - 川越市[注釈 6] - 日高市 - 狭山市 - 入間市

### 交差する道路
栃木県
- 国道50号、栃木県道5号足利太田線（足利市南大町、南大町）

群馬県
- 国道122号（太田市安良岡町、安良岡北）
- 群馬県道316号太田桐生線（太田市熊野町・東金井町、追分）
- 群馬県道・埼玉県道341号太田熊谷線、栃木県道・群馬県道128号佐野太田線（太田市熊野町、熊野町）
- 群馬県道2号前橋館林線、群馬県道・埼玉県道341号太田熊谷線（※埼玉県熊谷市妻沼の刀水橋まで重複）（太田市東本町、東本町、東本町十字路）
- 国道354号 (東毛広域幹線道路)（太田市西矢島町、西矢島町南）
- 群馬県道142号綿貫篠塚線（太田市高林東町、高林）
- 群馬県道314号古戸館林線、埼玉県道・群馬県道276号新堀尾島線（太田市古戸町、古戸）

埼玉県
- 群馬県道・埼玉県道341号太田熊谷線（熊谷市妻沼、刀水橋）
- 埼玉県道45号本庄妻沼線、埼玉県道59号羽生妻沼線（熊谷市妻沼、登戸）
- 埼玉県道263号弁財深谷線 （熊谷市西野、西野）
- 埼玉県道359号葛和田新堀線 （熊谷市中奈良、中奈良）
- 国道17号（熊谷バイパス）（熊谷市代、代）
- 埼玉県道・群馬県道83号熊谷館林線（熊谷市代、代 - くまぴあ入口 重複区間）
- 国道140号（熊谷市石原、熊谷警察署前）
- 国道17号（熊谷市石原、熊谷警察署前 - 本石二丁目、本石二丁目 重複区間）
- 群馬県道・埼玉県道341号太田熊谷線（熊谷市本石二丁目、本石二丁目）
- 埼玉県道173号ときがわ熊谷線バイパス（熊谷東松山道路）（熊谷市村岡、村岡）
- 埼玉県道173号ときがわ熊谷線（熊谷市村岡、村岡三叉路）
- 埼玉県道391号大谷材木町線（東松山市上岡）
- 埼玉県道307号福田鴻巣線（熊谷市冑山、冑山 - 東平北 重複区間）
- 埼玉県道257号冑山熊谷線（熊谷市冑山 東平北）
- 埼玉県道66号行田東松山線（東松山市東平）
- 埼玉県道27号東松山鴻巣線バイパス（東松山市新宿小学校南）
- 国道254号東松山バイパス（東松山市下野本）
- 埼玉県道345号小八林久保田下青鳥線（東松山市下野本南）
- 埼玉県道344号高坂上唐子線（東松山市高坂神社東）
- 埼玉県道248号石坂高坂停車場線（東松山市高坂神社東 - 毛塚 重複区間）
- 埼玉県道212号岩殿観音南戸守線（東松山市高坂神社東）
- 埼玉県道256号片柳川越線（坂戸市高坂橋）
- 埼玉県道74号日高川島線（坂戸市片柳）
- 埼玉県道39号川越坂戸毛呂山線（坂戸市八幡）
- 関越自動車道鶴ヶ島IC
- 埼玉県道15号川越日高線（日高市高萩）
- 埼玉県道397号堀兼根岸線（狭山市）
- 埼玉県道262号日高狭山線（狭山市根岸坂上、※根岸まで重複区間）
- 国道299号（狭山市根岸、※終点まで重複区間）
- 埼玉県道195号富岡入間線（入間市鍵山）
- 国道463号（入間市河原町）
- 国道16号（入間市河原町）

## ギャラリー

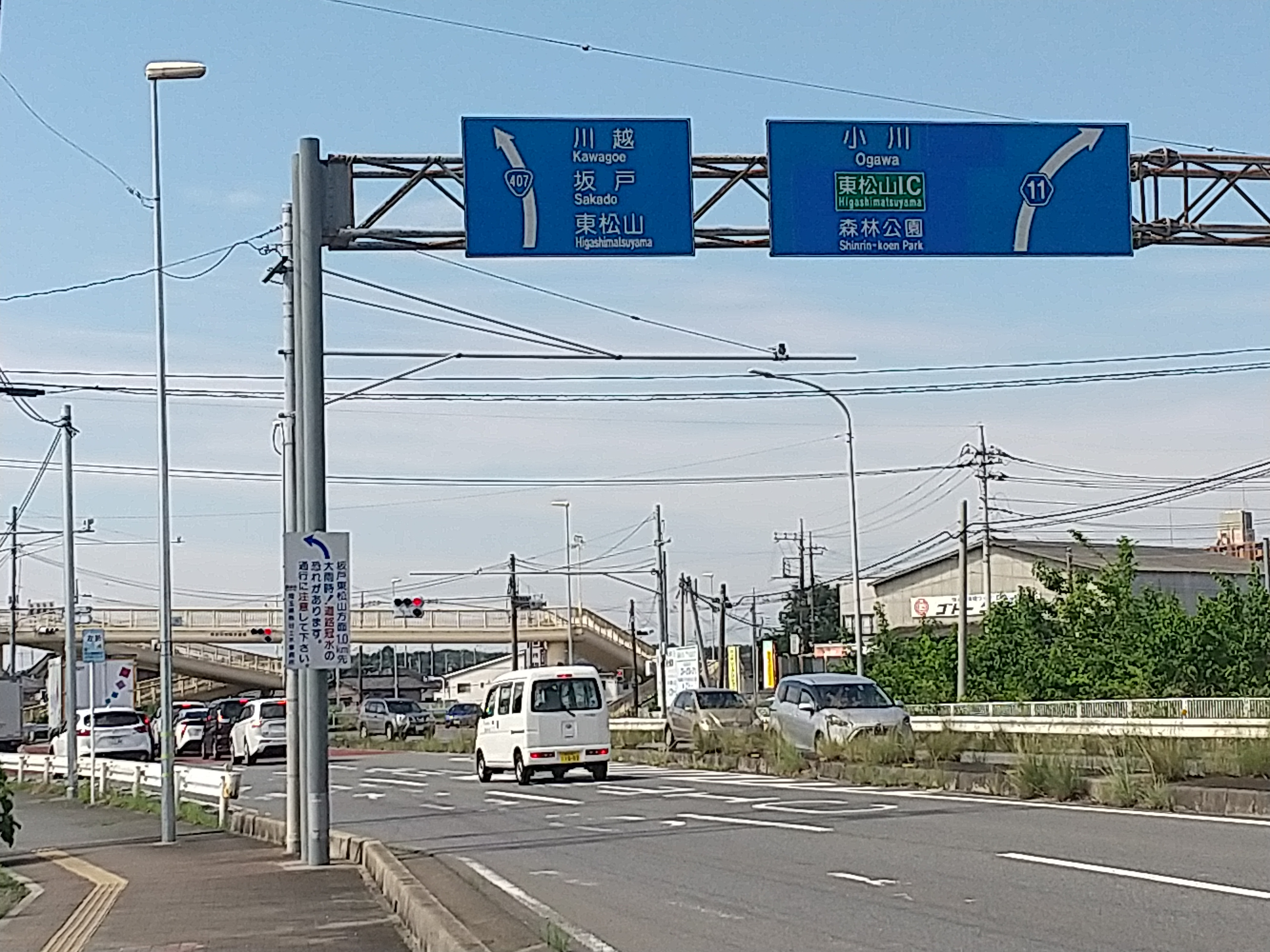
埼玉県熊谷市村岡付近
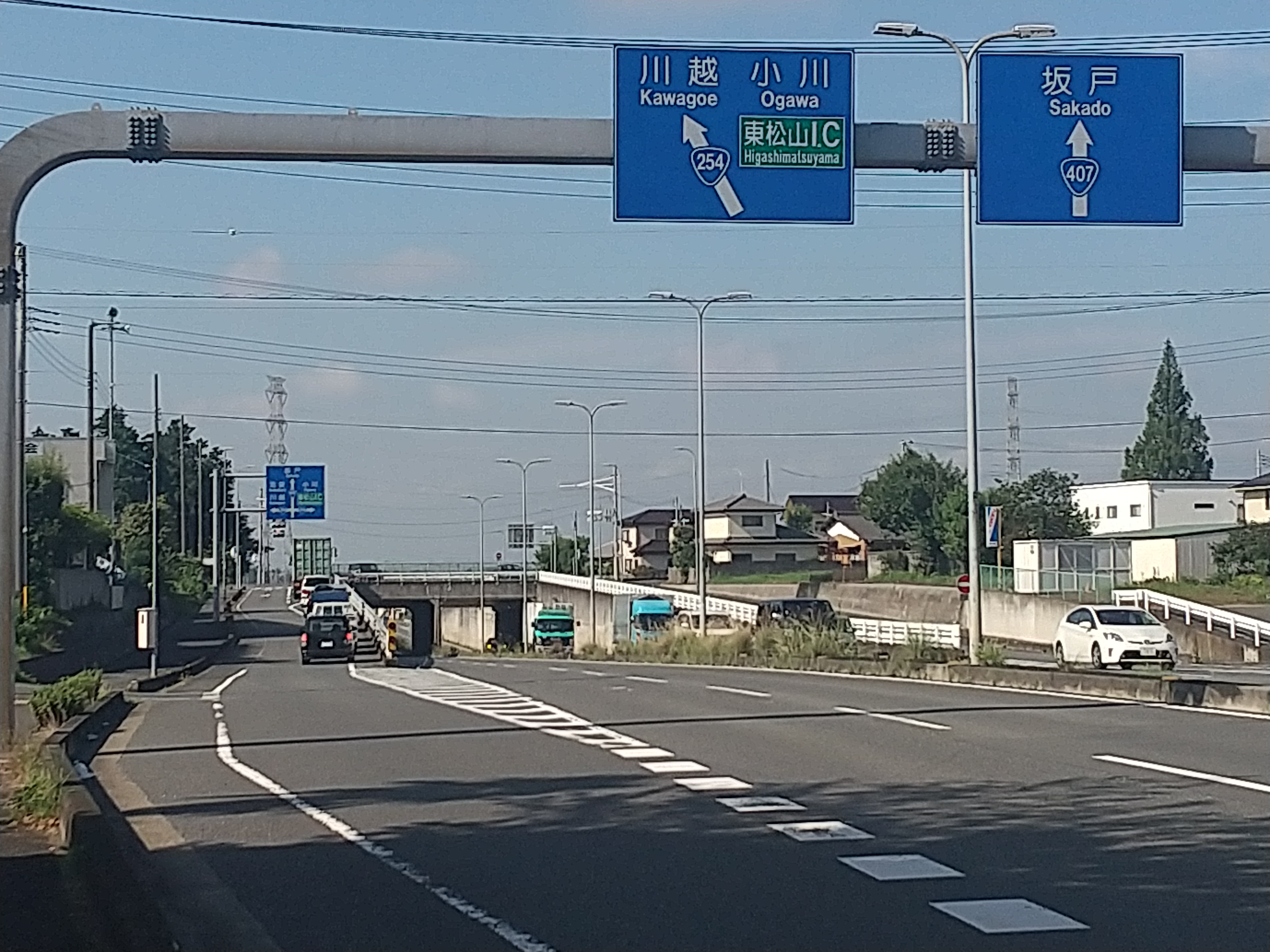
国道254号との交差 埼玉県東松山市下野本付近
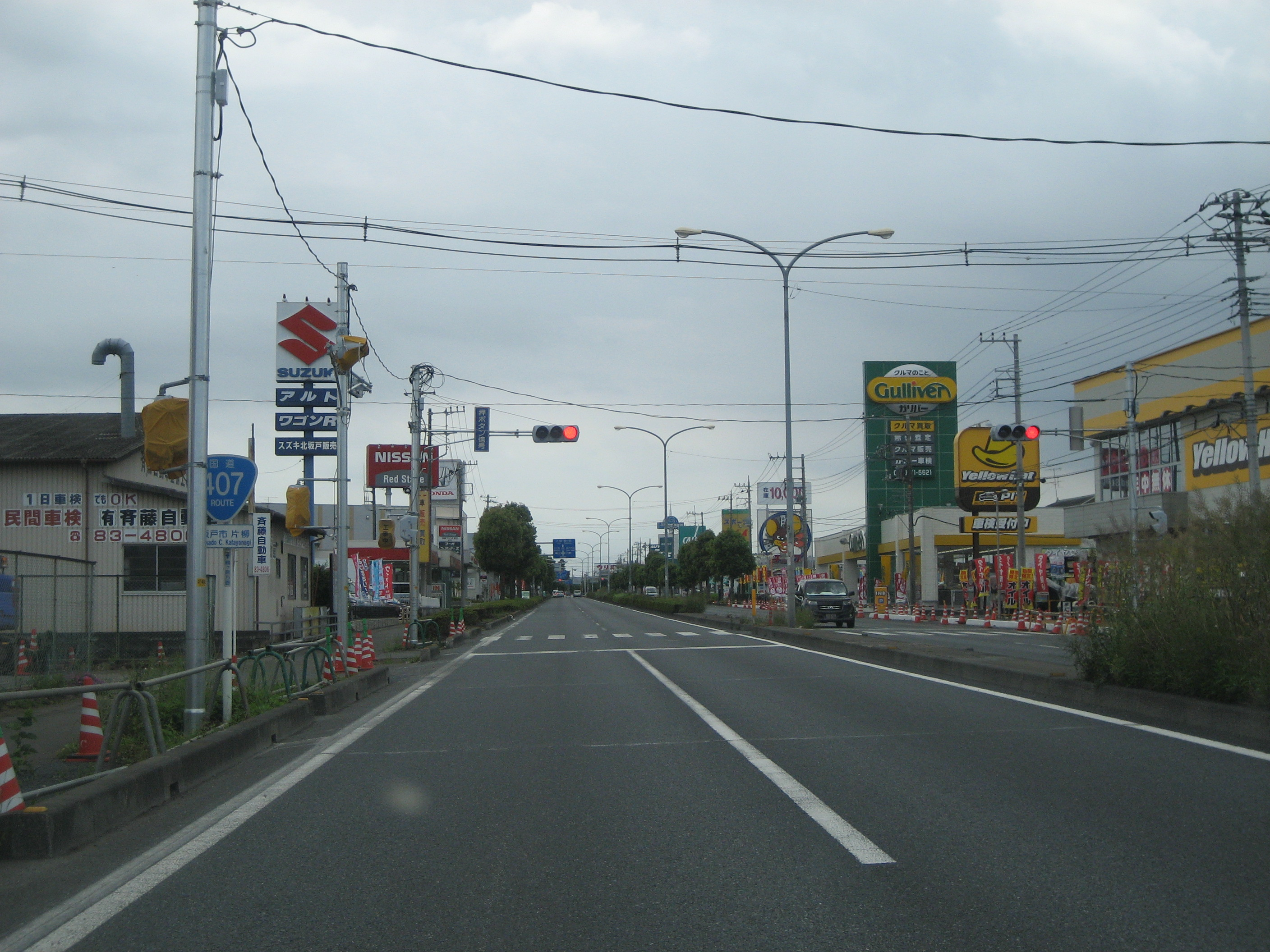
埼玉県坂戸市片柳・国道407号上り線
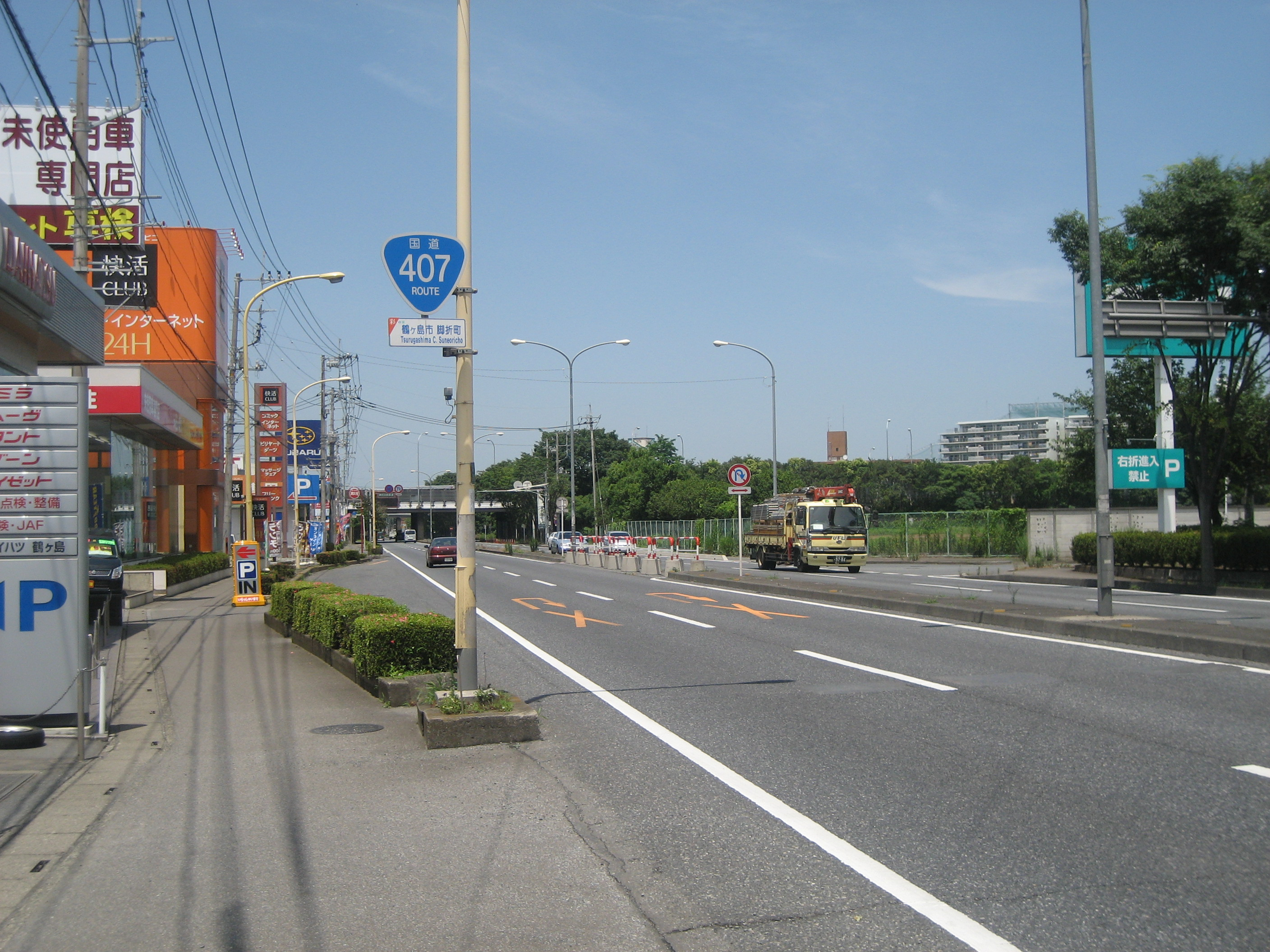
埼玉県鶴ヶ島市脚折町・関越道鶴ヶ島インターチェンジ付近
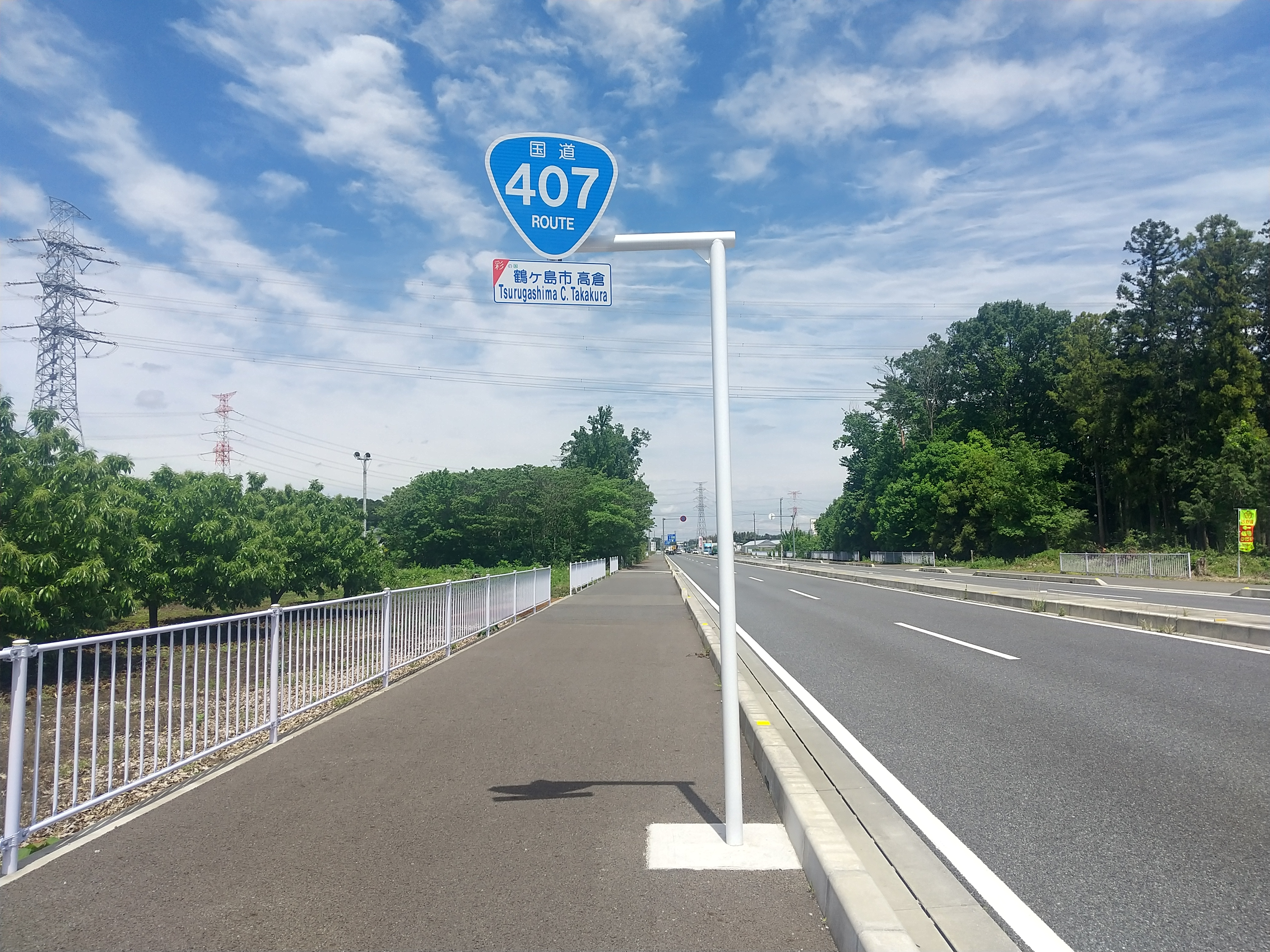
埼玉県鶴ヶ島市高倉
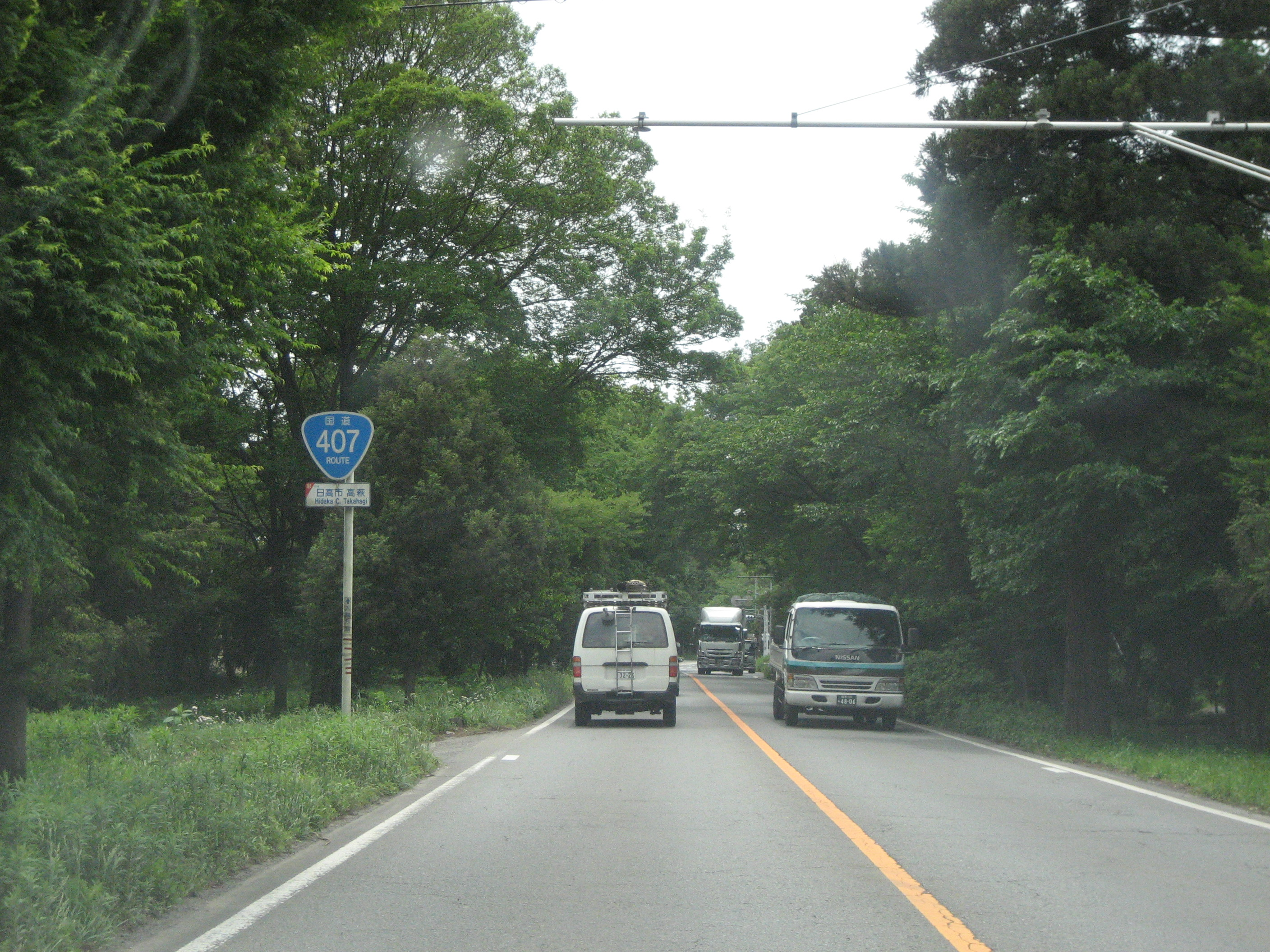
埼玉県日高市高萩付近（旧道）
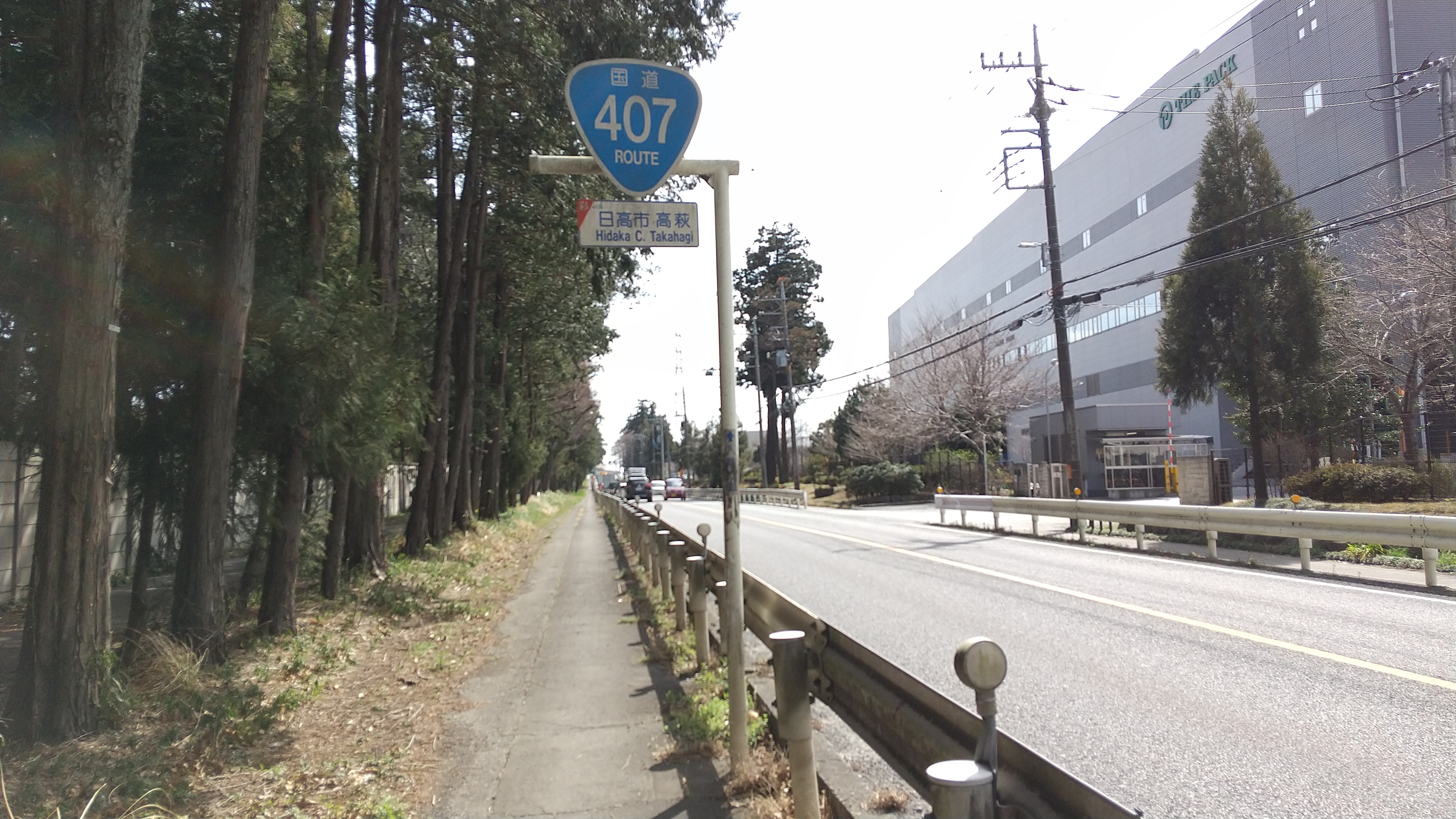
埼玉県日高市高萩付近